# Pápaszemes szalagostimália
A pápaszemes szalagostimália (Actinodura ramsayi) a madarak osztályának verébalakúak (Passeriformes) rendjébe és a Leiothrichidae családjába tartozó faj.

## Rendszerezése
A fajt Arthur Hay Tweeddale 9. márkija, skót katona és ornitológus írta le 1836-ban, az  Actinura nembe Actinura ramsayi néven.

## Alfajai
- Actinodura ramsayi radcliffei Harington, 1910
- Actinodura ramsayi ramsayi Walden, 1875
- Actinodura ramsayi yunnanensis Bangs & J. C. Phillips, 1914[2]

## Előfordulása
Délkelet-Ázsiában, Mianmar és Thaiföld területén honos. Természetes élőhelyei a szubtrópusi vagy trópusi hegyi esőerdők, valamint magaslati cserjések és legelők. Állandó, nem vonuló faj.

## Megjelenése
Testhossza 25 centiméter, testtömege 35–43 gramm.

## Természetvédelmi helyzete
Az elterjedési területe nagy, egyedszáma ugyan csökken, de még nem éri el a kritikus szintet. A Természetvédelmi Világszövetség Vörös listáján nem fenyegetett fajként szerepel.